# Jos Hermkes
Jos Hermkes (Grubbenvorst, 23 augustus 1966) is een voormalig Nederlands voetballer die als doelman speelde.
Hermkes was tussen 1983 en 1985 twee seizoenen lang derde keeper bij FC VVV onder trainer Sef Vergoossen. Zijn profcarrière leek voorbij, toen hij in 1985 terugkeerde naar amateurclub GFC '33. Via SV Panningen speelde hij zich toch weer in de kijker bij de Venlose eerstedivisionist en in 1988 maakte hij zijn comeback bij VVV, nu als reserve-doelman. Omdat Roox uit het voorgaande seizoen nog een schorsing had uitstaan, mocht Hermkes in de openingswedstrijd van het seizoen 1989/90 onder de lat plaatsnemen. Zo maakte Hermkes op 11 augustus 1989 alsnog zijn profdebuut in een uitwedstrijd bij PEC Zwolle (1-2). Op 21 oktober 1989 moest Roox opnieuw verstek laten gaan, ditmaal vanwege droeve familie-omstandigheden. Met Hermkes als diens vervanger won VVV ook de thuiswedstrijd tegen Emmen (5-2). Een jaar later keerde Hermkes het betaald voetbal definitief de rug toe. Vervolgens keepte hij nog een aantal jaren bij SV Panningen.

## Profstatistieken
| Seizoen         | Club            | Competitie      | Competitie | Competitie | Beker | Beker | Playoff | Playoff | Totaal | Totaal |
| Seizoen         | Club            | Competitie      | Wed.       | Dlp.       | Wed.  | Dlp.  | Wed.    | Dlp.    | Wed.   | Dlp.   |
| --------------- | --------------- | --------------- | ---------- | ---------- | ----- | ----- | ------- | ------- | ------ | ------ |
| 1983/84         | FC VVV          | Eerste divisie  | 0          | 0          | 0     | 0     | 0       | 0       | 0      | 0      |
| 1984/85         | FC VVV          | Eerste divisie  | 0          | 0          | 0     | 0     | —       | —       | 0      | 0      |
| 1988/89         | VVV             | Eredivisie      | 0          | 0          | 0     | 0     | —       | —       | 0      | 0      |
| 1989/90         | VVV             | Eerste divisie  | 2          | 0          | 0     | 0     | —       | —       | 2      | 0      |
| Carrière totaal | Carrière totaal | Carrière totaal | 2          | 0          | 0     | 0     | 0       | 0       | 2      | 0      |